# Mitra papalis
Mitra papalis là một loài ốc biển, là động vật thân mềm chân bụng sống ở biển trong họ Mitridae, họ ốc méo miệng.

## Hình ảnh

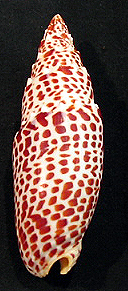
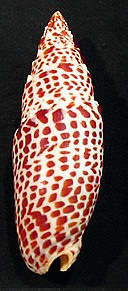
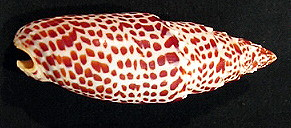
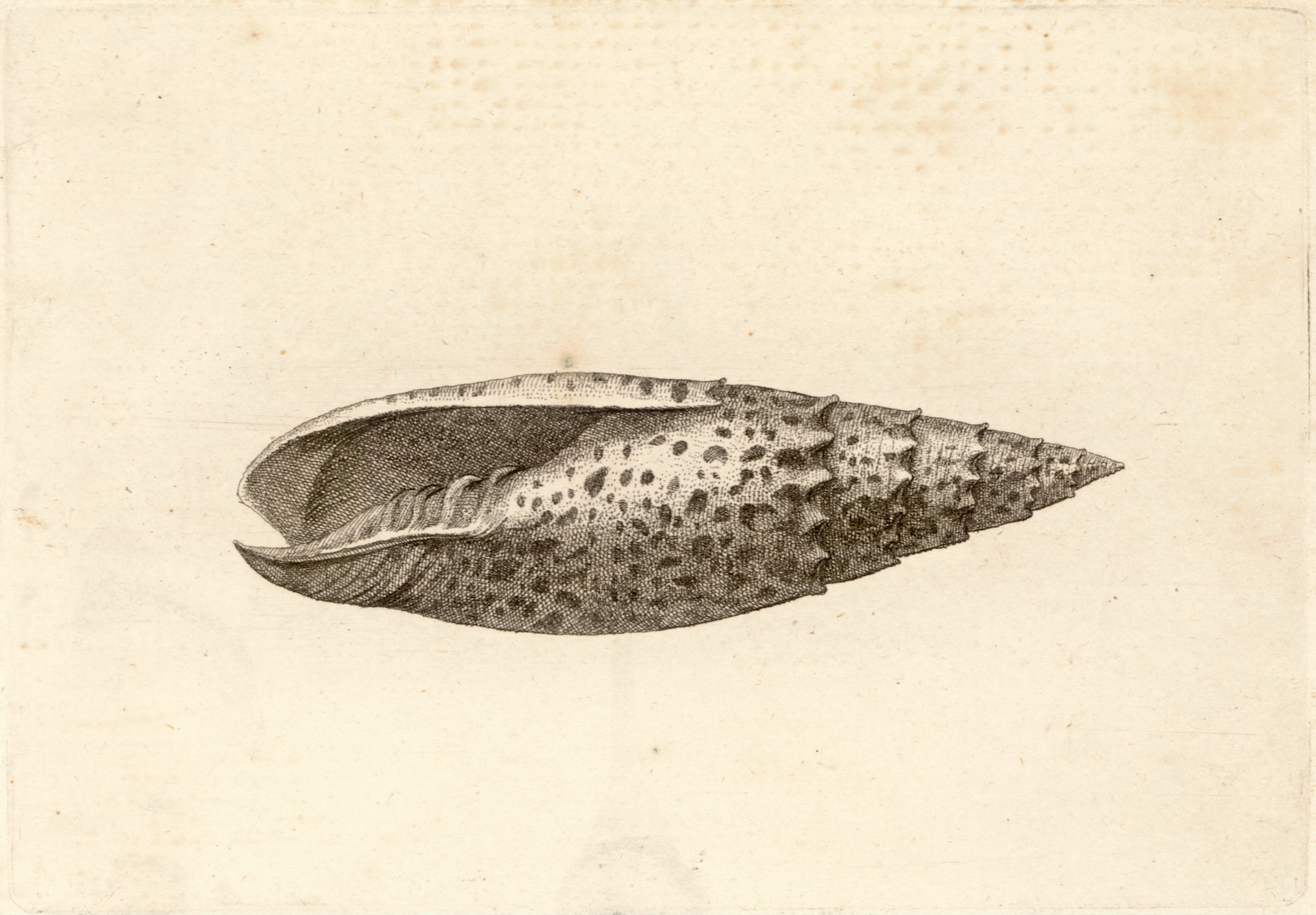